# Mario Ćurić
Mario Ćurić (Spalato, 28 settembre 1998) è un calciatore croato, centrocampista della Torpedo Mosca.

## Carriera

### Club
Cresciuto nelle giovanili dell'Hajduk Spalato debutta con l'Hajduk Spalato II in 2. HNL il 20 agosto 2017 nella partita interna vinta 2-0 contro il Kustošija dove va anche a segno. Il 16 luglio 2019, dopo una stagione passata tra le file del Solin, viene presentato come nuovo acquisto del Sebenico. Debutta con i Narančasti il 17 agosto alla prima di campionato vinta 3-2 contro le riserve dei Bili. Il 29 novembre, nella trasferta vinta 2-0 contro il Dugopolje segna la prima rete con la nuova casacca. Chiude la prima stagione a Sebenico con la vittoria del campionato cadetto. Fa il suo debutto in 1. HNL il 15 agosto 2020 alla prima di campionato persa in casa 2-1 contro il Rijeka. Il 15 febbraio 2021 rinnova il contratto con la squadra dalmata fino all'estate del 2023. Il 24 aprile, nella partita casalinga vinta 2-0 contro il Slaven Belupo, segna la prima rete personale nella massima serie croata. Con il trasferimento di Marko Bulat tra le file del Dinamo Zagabria, nel luglio 2021 diventa il nuovo capitano degli "Arancioni". Il 26 ottobre seguente trova la prima rete personale in Coppa di Croazia, trova la rete del 1-1 in occasione dell'ottavo di finale perso in casa dopo i rigori contro il Slaven Belupo.

## Palmarès

### Competizioni nazionali
- Druga hrvatska nogometna liga: 1

Sebenico: 2019-2020